# Black Mountain (album)
| Recensione       | Giudizio            |
| ---------------- | ------------------- |
| AllMusic         | [ 1 ]               |
| Sputnikmusic     | 4.0 (Excellent)     |
| Piero Scaruffi   | [ 3 ]               |
| Pitchfork        | [ 4 ]               |
| Progarchives.com | [ 5 ]               |
| Ondarock         | (Disco consigliato) |

Black Mountain è il primo album discografico del gruppo musicale canadese Black Mountain, pubblicato dall'etichetta discografica Jagjaguwar nel gennaio del 2005.

## Tracce
Testi e musiche di Stephen McBean.
1. Modern Music – 2:44
2. Don't Run Our Hearts Around – 6:03
3. Druganaut – 3:47
4. No Satisfaction – 3:47
5. Set Us Free – 6:45
6. No Hits – 6:45
7. Heart of Snow – 7:59
8. Faulty Times – 8:36
9. Druganaut (Video) – 4:12

## Formazione
- Stephen McBean - (ruolo non accreditato)
- Amber Webber - (ruolo non accreditato)
- Jeremy Schmidt - (ruolo non accreditato)
- Matthew Camirand - (ruolo non accreditato)
- Joshua Wells - (ruolo non accreditato)

Altri musicisti
- Christoph Hofmeister - piano elettrico Rhodes (brano: Set Us Free)
- Masa Anzai - sassofono (brani: Modern Music e No Hits)

Note aggiuntive
- Black Mountain - produttori, arrangiamenti
- Registrazioni effettuate tra l'inverno e la primavera del 2004 al The Argyle Hotel e The Hive, North Hollywood, California (Stati Uniti)
- Colin Stewart e Black Mountain - ingegneri delle registrazioni
- Doug Van Sloun - mastering
- Heather Trawick - video Druganaut
- Toby Bannister - fotografia